# Petrus de Raadt

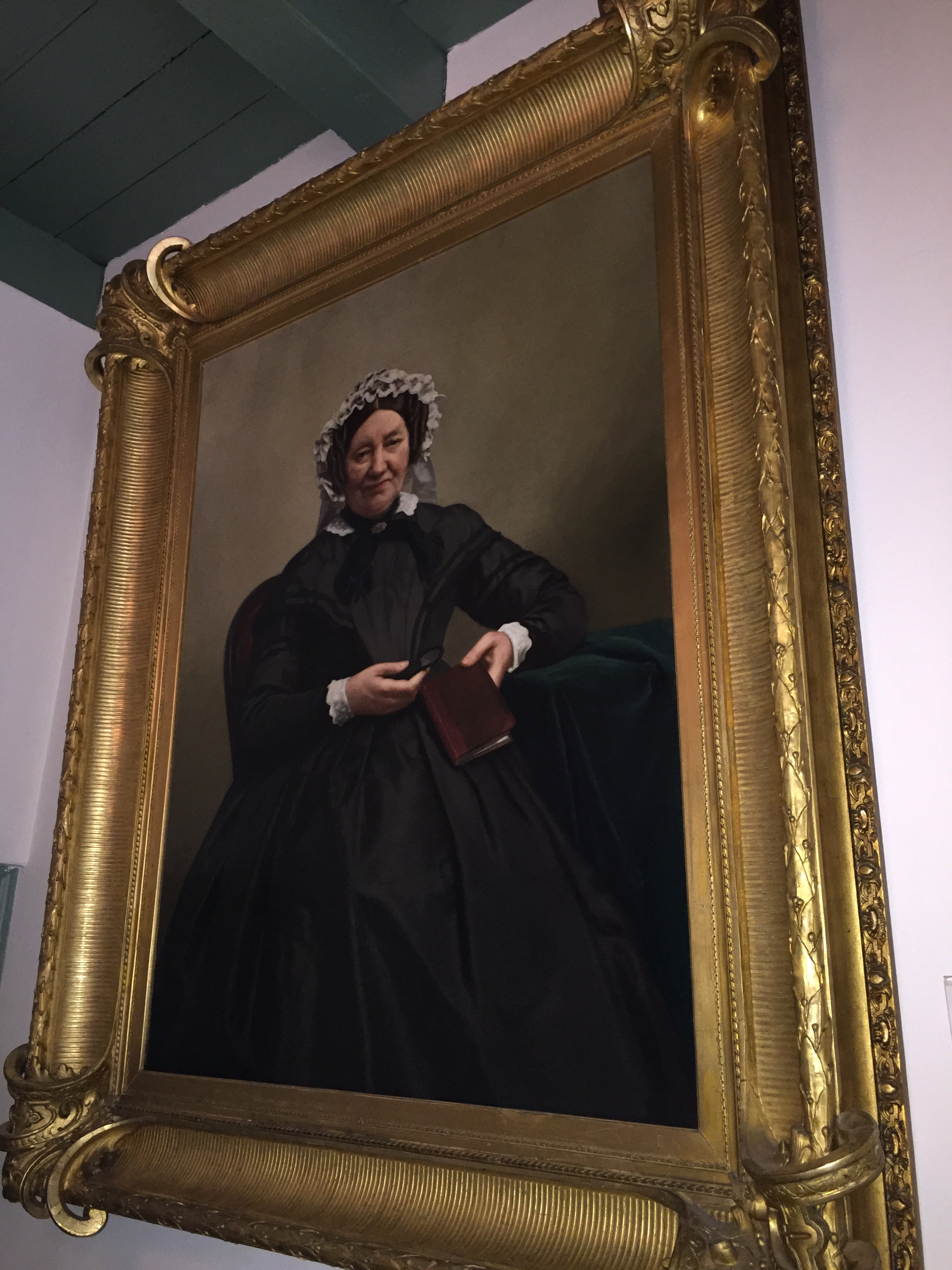
Echtgenote Elisabeth Achenbach

Petrus de Raadt (Antwerpen, 4 maart 1796 – Voorschoten, 18 april 1862) was onderwijzer, pedagoog en oprichter van het Instituut Noorthey te Veur. In die plaats trouwde hij op 13 mei 1825 met Elisabeth Achenbach (Bolsward, 21 februari 1784 - Voorschoten, 15 april 1866).

## Levensloop
Zijn vader Philippus de Raadt (Rhoon, 19 februari 1763 – Veur, 4 juni 1830) behaalde in 1807 het onderwijzersdiploma en opende een kostschool voor welgestelde Rotterdamse kinderen. Petrus de Raadt was door zijn vader in de gelegenheid gesteld om een goede opleiding tot onderwijzer te volgen en maakte studiereizen met praktijkstages in Engeland, Duitsland en Zwitserland. Hij promoveerde in 1819 aan de Universiteit van Halle op een dissertatie getiteld Comparatio principiorum educationis apud Romanos et recentioris artis paedagogicae auctores (Vergelijking van de opvattingen over onderwijs bij de Romeinen en de bedenkers van de recente kunst der opvoedkunde).
Toen dit alles was afgerond, was hij 24 jaar. Hij kocht de buitenplaats Schakenbosch te Veur van de Rotterdamse familie Noorthey en opende daarin op 20 juni 1820 een kostschool voor jongens onder de naam Instituut Noorthey. Zijn vader kwam bij hem wonen om hem in zijn werk te ondersteunen. De Raadt kreeg in datzelfde jaar het diploma "onderwijzer van den eersten rang" op grond van buitengewone verdiensten.
Petrus de Raadt was zijn tijd ver vooruit. Hij was een markant pedagoog en onderwijsvernieuwer, die tucht, kennis en sport een voorname plaats in de opvoeding toekende. Een groot deel van zijn pupillen behoorde tot de adel en het patriciaat. Hij gaf elke leerling de zorg voor een eigen stukje tuin.Hij voerde op Noorthey niet alleen gymnastiek- en schermlessen in, maar stond ook toe dat de jonge, op het instituut inwonende native speaker docenten Engels de veldsporten cricket en hockey vanaf 1845 en voetbal vanaf 1854 introduceerden en daarin zelf ook actief participeerden. Destijds was dit principe van ‘een gezonde geest in een gezond lichaam’ in Nederland een sportieve noviteit. Teamsport werd vanaf het midden van de negentiende eeuw een educatieve kernwaarde van de protestants-christelijke identiteit van Noorthey en bood de kostschooljongens de mogelijkheid om zich ook masculien op het veld te profileren in plaats van alleen cognitief in de schoolbanken. Dit ‘teamsport-protestantisme’ van Petrus de Raadt ontstond vrijwel gelijktijdig met het vergelijkbare muscular christianity in Engeland en liep ver vooruit op de sportanglofilie bij met name de schooljeugd tussen de 15 en 20 jaar oud. Vanaf de jaren tachtig van de negentiende eeuw greep de jeugd – vaak op initiatief van alumni van Noorthey – teamsport aan als een middel om zich te onttrekken aan de traditionele gezagsstructuren van ouders en school en om de strikte indeling in standen op te rekken.
Hij kocht in 1841 Groot Stadwijk en Klein Stadwijk in Voorschoten. In laatstgenoemd huis ging hij wonen. Hij raakte bevriend met de Voorschoter burgemeester Jacob Petrus Treub. In 1849 droeg hij de dagelijkse leiding van Noorthey over aan zijn assistent Johannes Henderik Kramers. In 1851, toen hij zich definitief terugtrok uit de leiding, richtte De Raadt het Genootschap Noorthey op, dat na zijn overlijden in 1862 zijn gehele erfenis mocht ontvangen. Treub en Kramers waren executeur-testamentair en daarna was Treub tot 1871 rentmeester van het genootschap, dat nog steeds bestaat. Het ondersteunt talentvolle studenten "zo veel mogelijk in de geest van wijlen de Heer P. de Raadt", zoals in de statuten staat.
De Raadt was lid van het Provinciaal Utrechts Genootschap van Kunsten en Wetenschappen en ridder in de Orde van de Nederlandse Leeuw.
De welgestelde De Raadt was de laatst bekende bewoner van het pand Rapenburg 19 in Leiden. Na zijn overlijden in 1862 werd dit pand voor 15.500 gulden aangekocht door de Staat der Nederlanden, die er tot 2000 een arrondissementsrechtbank, een telegraafkantoor en kantongerecht in vestigde. Na een leegstand van 2000 tot en met 2004, was er in dat laatste jaar een grondige verbouwing, waarna het huidige Japanmuseum SieboldHuis erin gevestigd werd.